# دو كوون
كوون دو هيونغ (بالكورية: 권도형|권도형) المعروف باسم دو كوون (بالإنجليزية: Do Kwon)، هو المؤسس المشارك والرئيس التنفيذي لشركة تيرا لابس والتي يقع مقرها في سنغافورة، وهي الشركة الأم لشبكة تيرا وعملتها المستقرة (UST) المنهارة وعملة لونا. انهارت العملة المستقرة للشبكة وعملة لونا في مايو 2022، مما أدى إلى خسارة ما يُقارب 45 مليار دولار من القيمة السوقية في أسبوع واحد وتسبب في خسائر بمئات المليارات في سوق العملات المعماة (الكربتو). حيث انه يواجه ضغوطًا قانونية واجتماعية بشأن دوره في حادثة هذا الانهيار في عملة تيرا. ومواطنون من مختلف الدول في كوريا الجنوبية وسنغافورة والولايات المتحدة يتخذون إجراءات قانونية ضده. وفي 23 مارس 2023 ألقي القبض عليه في الجبل الأسود، أثناء محاولته السفر إلى دبي باستخدام وثائق مزورة. وبعد إلقاء القبض عليه، وجهت إليه هيئة محلفين فيدرالية كبرى في الولايات المتحدة ثماني تهم.

## النشأة والتعليم
ولد دو كوون في سول، كوريا الجنوبية، في 6 سبتمبر 1991. التحق بمدرسة دايوون الثانوية للغات الأجنبية في سول. بعد حصوله على شهادة البكالوريوس في علوم الحاسوب من جامعة ستانفورد في عام 2015، انتقل للعمل لفترة وجيزة كمهندس برمجيات في شركتي مايكروسوفت وأبل.
في يناير 2016 عاد كوون إلى كوريا الجنوبية ليطور وأسس شركته الناشئة أيفي.